# Cratere Undset
Undset  è un cratere sulla superficie di Venere. Deve il proprio nome alla scrittrice norvegese Sigrid Undset, premio Nobel per la letteratura nel 1928.